# Cheilotrichia valai
Cheilotrichia valai är en tvåvingeart som beskrevs av Jaroslav Stary 1992. Cheilotrichia valai ingår i släktet Cheilotrichia och familjen småharkrankar.
Artens utbredningsområde är Slovakien. Inga underarter finns listade i Catalogue of Life.